# María Jesús Rosa Reina
María Jesús Rosa (Madrid, 20 de junio de 1974-Ibidem, 18 de diciembre de 2018) fue una boxeadora española, campeona del mundo WIBF del peso minimosca y cuatro veces campeona de Europa WIBF del peso mosca.

## Biografía
Fue entrenada por José Chumilla. Su primer combate profesional fue en 1999 contra la campeona española Esther Páez.
El 5 de marzo de 2002, tras noquear a Viktoria Varga, se convirtió en la campeona de Europa de peso mosca, y revalidó el título tres veces más ese mismo año. Peleó con grandes boxeadoras como la estadounidense Terri Moss, a la que arrebató el campeonato del mundo WIBF peso minimosca el 6 de noviembre de 2003 en Madrid, o la alemana Regina Halmich. 
En 2005, abandonó los cuadriláteros tras ser derrotada en un combate por el título mundial por Regina Halmich, que venció por decisión de los jueces.
Su récord fue de diecinueve combates ganados (cuatro por nocaut), uno perdido y ninguno empatado.
Falleció el 18 de diciembre de 2018 a consecuencia de un cáncer.

## Reconocimientos
En septiembre de 2019, tras dos años en obras, el centro deportivo municipal La Vaguada de Madrid reabre renombrado como centro deportivo municipal María Jesús Rosa (La Vaguada).
El Salón de la fama del boxeo femenino internacional le concedió en Las Vegas un premio merecido incorporando su nombre en 2024, lo recogió en su memoria su marido Óscar Torres.

## Representaciones en televisión
Documental de Movistar Plus "María Jesús Rosa, derecho a boxear". 2023.